# Weltmeisterschaften der Rhythmischen Sportgymnastik 2002
Die 25. Weltmeisterschaften der Rhythmischen Sportgymnastik fanden 2002 in New Orleans, Vereinigte Staaten statt.

## Ergebnisse

### Gruppe-Mehrkampf
| Rang | Nation       | Athletin |
| ---- | ------------ | --- |
| 1    | Russland     | Olesja Belugina Xenija Dschalaganija Natalja Lawrowa Nina Lasarewa Jelena Mursina Marija Stolbowa               |
| 2    | Belarus      | Natalia Aliaksandrowa Wolha Maslakowa Elona Osiadonskaja Maria Paplyka Irina Staraswetskaja Jana Januschewskaja |
| 3    | Griechenland | Irini Aindili Stevliani Christdou Charitini Ioannou Zacharoula Karyami Evozenia Kontelia Chariklia Pantazi      |

### Gruppe-Mehrkampf mit einem Gerät
| Rang | Nation       | Athletin |
| ---- | ------------ | --- |
| 1    | Ukraine      | Tamara Jerofejewa Hanna Bessonowa Weronika Beljajewa Natalija Hodunko Jelysaweta Karabasch Olena Dsjubtschuk |
| 2    | Russland     | Olesja Belugina Xenija Dschalaganija Natalja Lawrowa Nina Lasarewa Jelena Mursina Marija Stolbowa            |
| 3    | Griechenland | Irini Aindili Stevliani Christdou Charitini Ioannou Zacharoula Karyami Evozenia Kontelia Chariklia Pantazi   |

### Gruppe-Mehrkampf mit zwei Geräten
| Rang | Nation       | Athletin |
| ---- | ------------ | --- |
| 1    | Griechenland | Irini Aindili Stevliani Christdou Charitini Ioannou Zacharoula Karyami Evozenia Kontelia Chariklia Pantazi      |
| 2    | Bulgarien    | Schaneta Iliewa Eleonoea Keschowa Galina Tantschewa Gergana Stefanowa Galina Marinowa Christina Vitanowa        |
| 3    | Belarus      | Natalia Aliaksandrowa Wolha Maslakowa Elona Osiadonskaja Maria Paplyka Irina Staraswetskaja Jana Januschewskaja |

### Medaillenspiegel
| Rang | Nation       | Gold | Silber | Bronze | Gesamt |
| ---- | ------------ | ---- | ------ | ------ | ------ |
| 1    | Russland     | 1    | 1      | -      | 2      |
| 2    | Griechenland | 1    | -      | 1      | 2      |
| 3    | Ukraine      | 1    | -      | -      | 1      |
| 4    | Belarus      | -    | 1      | 1      | 2      |
| 5    | Bulgarien    | -    | 1      | -      | 1      |